# Mityng o Puchar Dyrektora OPO 1999
Mityng o Puchar Dyrektora Ośrodka Przygotowań Olimpijskich, Zbigniewa Tomkowskiego – zawody lekkoatletyczne, które odbyły się 13 lutego 1999 w hali Ośrodka Przygotowań Olimpijskich w Spale.

## Wybrane rezultaty

### Mężczyźni
| Konkurencja:       | 1. miejsce       | Rezultat |
| Bieg na 400 metrów | Jacek Bocian     | 47,21    |
| Bieg na 600 metrów | Robert Neryng    | 1:19,19  |
| Skok o tyczce      | Krzysztof Kusiak | 5,40     |

### Kobiety
| Konkurencja:       | 1. miejsce         | Rezultat |
| Bieg na 60 metrów  | Marzena Pawlak     | 7,42     |
| Bieg na 200 metrów | Zuzanna Radecka    | 24,04    |
| Skok wzwyż         | Agnieszka Giedrojć | 1,85     |
| Skok o tyczce      | Monika Pyrek       | 4,21 NR  |
| Skok w dal         | Agata Karczmarek   | 6,53     |
| Pchnięcie kulą     | Krystyna Zabawska  | 19,09 NR |